# 扎格列別爾利亞 (索斯尼齊亞區)
51°32′5″N 32°31′49″E / 51.53472°N 32.53028°E
扎格列別爾利亞（烏克蘭語：Загребелля），是烏克蘭北部的村莊，隸屬切爾尼希夫州的科留基夫卡區。該村始建於1600年，面積1.84平方公里，海拔高度120米，2001年人口853，人口密度每平方公里463.6人。